# Anania crocealis
Anania crocealis − gatunek ćmy z rodziny wachlarzykowatych, występujący w Europie, również w Polsce.
Rozpiętość skrzydeł tego gatunku waha się 22–25 mm. Ćma lata od czerwca do września w zależności od miejsca występowania. Larwy żerują na płeszniku czerwonkowym (Pulicaria dysenterica), omanie szlachtawej i omanie wierzbolistnym.